# Das Schreckenskabinett des Dr. Phibes
Das Schreckenskabinett des Dr. Phibes (Schreibweise laut Filmplakat und Vorspann in Deutschland: Das Schreckens-Cabinett des DR. PHIBES) ist eine Horrorkomödie aus dem Jahr 1971 von Robert Fuest. Die Titelrolle wurde von Vincent Price gespielt.

## Handlung
Ein Unbekannter mit bleichem, starren Gesicht erschüttert London mit einer bizarren Mordserie. Bereits mehrere Doktoren der Medizin wurden von ihm und seiner bezaubernd schönen Assistentin auf skurrile Weisen umgebracht: Dr. Thornton wurde von Bienen zu Tode gestochen, Dr. Dunwoody von Fledermäusen zu Tode gebissen und Dr. Hargreaves wurde das Genick von einer mechanischen Froschmaske gebrochen. Zuletzt wurde der prominente Arzt Dr. Longstreet völlig ausgeblutet aufgefunden. Sein Blut wurde ihm fachgerecht abgezapft und in acht Flaschen gefüllt.
Inspektor Trout von Scotland Yard glaubt als Einziger, einen Zusammenhang zwischen diesen sehr verschiedenen Methoden zu erkennen. Er befürchtet, dass, wer immer diesen unbändigen Hass auf Ärzte hat, er es auch auf den renommierten Chirurgen Dr. Vesalius abgesehen haben könnte. Außerdem hat er mithilfe eines Rabbiners in Erfahrung gebracht, dass die Morde sich auf die alttestamentlichen Plagen beziehen. Trout geht nun zusammen mit Dr. Vesalius, der mit einigen der Opfer gut bekannt war, die Akten von medizinischen Fällen durch, bei denen mehrere von ihnen zusammengearbeitet haben. Inzwischen werden zwei weitere Ärzte von dem Unbekannten ermordet: Dr. Hedgepath wird mit einer Maschine, die Hagel und Kaltluft produziert, eingefroren und Dr. Kitaj wird von Ratten zu Tode gebracht.
Tatsächlich werden Trout und Dr. Vesalius in den Unterlagen fündig: Der Fall Victoria Phibes. Sie war die Frau des weltberühmten Organisten Anton Phibes, Doktor der Musikwissenschaften und der Theologie, und litt an einer unheilbaren Krankheit, der sie schließlich auf dem Operationstisch erlag. Dr. Phibes wollte dies jedoch nicht glauben und machte die behandelnden Ärzte für ihren Tod verantwortlich. Auf dem Weg zum Krankenhaus verunglückte er aber tödlich mit seinem Wagen. Trout vermutet nun, dass Phibes seinen Tod nur vorgetäuscht haben könnte und jetzt Rache übt. In der Tat hatte Phibes den Unfall überlebt, sein Gesicht wurde dabei aber schrecklich entstellt. Er trägt daher normalerweise eine Maske. Eine künstliche Öffnung am Nacken ermöglicht ihm die Nahrungsaufnahme, und durch ein an der Seite des Halses angebrachtes Mikrophon und damit verbundene Verstärker und Lautsprecher vermag er zu sprechen.
Während Trout das Bild nach und nach zusammenfügt, hat Dr. Phibes zwei weitere Morde verübt: Dr. Whitcombe wurde vom Horn eines bronzenen Einhorns gepfählt und die Krankenschwester Allen von Heuschrecken bis auf das Skelett abgenagt. Außerdem wurde Vesalius’ Sohn Lem gekidnappt. Phibes meldet sich telefonisch bei Vesalius und fordert ihn auf, ihn alleine in seiner Villa aufzusuchen. Vesalius schlägt Trout, der darauf besteht, ihn zu begleiten, bewusstlos. Im Haus angekommen zwingt ihn Phibes zu einem grausamen Wettrennen gegen die Zeit: Vesalius hat sechs Minuten zur Verfügung, um einen Schlüssel operativ aus dem Körper seines Sohnes zu entfernen und damit den Schließmechanismus des Operationstisches zu lösen. Sechs Minuten: genau die Zeit, welche Victoria Phibes auf Vesalius’ Operationstisch lag, ehe sie unter seinen Händen verstarb. Nach Ablauf dieser Frist werde sich durch eine Vorrichtung an der Decke Säure auf den Tisch ergießen und Lem bis zur Unkenntlichkeit verätzen.
In letzter Sekunde kann Vesalius seinen Sohn retten. Inzwischen ist auch Inspektor Trout mit einigen Polizeibeamten eingetroffen, um den wahnsinnigen Phibes festzunehmen. Vulnavia, Phibes Assistentin, findet ihr Ende unter dem Säureregen, als sie vor der Polizei zurückweicht.

Dr. Phibes selbst begeht auf spektakuläre Weise Selbstmord. Während er sich in eine Art Doppelsarg legt, in dem auch der konservierte Körper seiner Frau Victoria liegt, zapft ihm ein automatischer Mechanismus sämtliches Blut aus dem Körper ab und ersetzt es gegen flüssiges Einbalsamierungsmittel. Der Deckel schließt sich und der Sarg versinkt unter einer Bodenplatte. Als die Polizei in die Kammer vordringt, ist Dr. Anton Phibes bereits spurlos verschwunden.

## Hintergrund

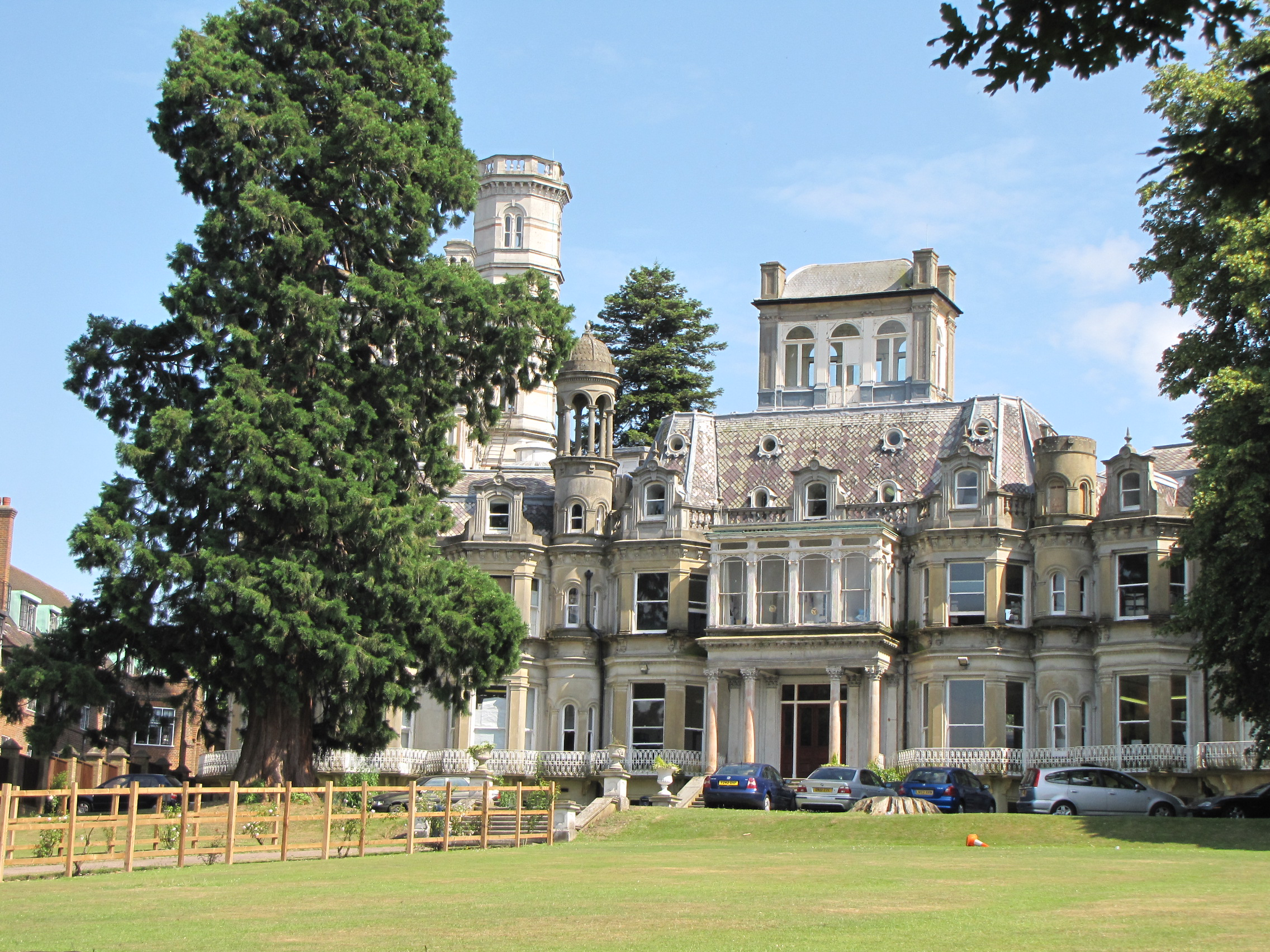
Phibes Villa: Caldecote Towers, Bushey

- Die Titelfigur des Dr. Phibes, gespielt von Vincent Price, sagt in dem Film kein Wort direkt, sondern nur mittels Mikrofon und Lautsprechern. Wenn Phibes etwas zu sagen hatte, blieb sein Mund daher geschlossen, gleichwohl tat Vincent Price durch Bewegungen seiner Halsmuskulatur so, als würde er sprechen. Völlig schweigsam, mit Ausnahme ihres Todesschreis, bleibt Phibes' Assistentin Vulnavia.
- Die Handlung des Filmes spielt, obwohl nicht direkt erwähnt, im Jahr 1925. Dies ergibt sich dadurch, dass Dr. Phibes vor vier Jahren verstorben sein soll und auf seinem Sarkophag 1921 als Sterbejahr angegeben ist.
- Im ursprünglichen Drehbuchentwurf wurde die Figur des Dr. Phibes wesentlich grausamer dargestellt. Er sollte Vulnavia nötigen, Einrichtungsgegenstände zu zerschmettern u. ä., was einen finsteren und zornigen Charakter ausmacht. Letztlich entschloss man sich jedoch, den Charakter sympathischer darzustellen.
- Vincent Price trug während der Dreharbeiten ein Special-Make-up, bestehend aus mehreren Schichten Kollodium, sodass der Eindruck entstand, sein Gesicht wäre eine starre Maske.
- Das Make-up, welches Price im Film trug, musste regelmäßig ausgebessert werden, da er es während der Arbeit an pointenreichen Szenen mehrmals durch Lachanfälle beschädigte.
- Der Film wurde in den Elstree-Studios in Hertfordshire gedreht. Außenaufnahmen fanden hauptsächlich in der näheren Umgebung statt. So sind die Caldecote Towers in Bushey, heute eine Privatschule, als Phibes Villa sowie der Tykes Water Lake in Elstree zu sehen. Der gezeigte Friedhof ist Highgate Cemetery im Osten von London.

## Kritiken
- Lexikon des internationalen Films: Horrorfilm von bemerkenswertem visuellem Reiz und mit dem nicht ganz erfüllten Anspruch auf „schwarze Poesie“.[1]
- Cinema: Horrorfilm mit bösem Witz.

## DVD-Veröffentlichung
- Das Schreckenskabinett des Dr. Phibes / 6. Oktober 2003 / MGM Home Entertainment
- Das Schreckenskabinett des Dr. Phibes (+ Munchkin Kartenspiel) / 12. September 2007 / MGM Home Entertainment